# Album II
Albums de Kem
Kemistry
(2003)
Album II est le second album studio du chanteur de neo soul/RnB Kem, sorti le 17 mai 2005. Le titre "I Can't Stop Loving You" sortit comme single

## Liste des titres
1. "Find Your Way (Back in My Life)" 4:34
2. "Heaven" 6:23
3. "Into You" 5:04
4. "I Can't Stop Loving You" 5:25
5. "Without You" 4:10
6. "Set You Free" 4:28
7. "I'm in Love" 4:34
8. "True Love" 4:27
9. "Each Other" 3:46
10. "You Might Win" 3:48
11. "I Get Lifted" 4:05